# جوفان أنجيلكوفيتش
جوفان أنجيلكوفيتش (بالصربية: Јован Анђелковић)‏ هو لاعب كرة قدم صربي في مركز الوسط، ولد في 14 أغسطس 1942 في Pirot ‏ في صربيا، وتوفي في 27 أبريل 1969 في نيش في صربيا بسبب سرطان الرئة. شارك مع منتخب يوغوسلافيا تحت 21 سنة لكرة القدم ومنتخب يوغوسلافيا لكرة القدم. أما مع النوادي، فقد لعب مع النجم الأحمر بلغراد ورادنيتشكي نيش.